# Ga Bình Khánh
Ga Bình Khánh là một trong các nhà ga của Tuyến số 2 nằm tại thành phố Thủ Đức, Thành phố Hồ Chí Minh.
Nhà ga nằm trên đường Mai Chí Thọ, phía Đông giáp Rạch Cá Trê, phía Nam giáp Sông Sài Gòn.